# Mezzaninkapital
Mezzaninkapital syftar på företagsförvärv som finansieras med eget kapital samt bankfinansiering. Bankerna brukar bevilja krediter upp till en viss belåningsgrad, något som dock varierar över tiden. Det har vuxit fram en kompletterande form av finansiering, så kallade mezzaninelån. Säkerhetsmässigt är mezzaninelån efterställda banklånen. Den högre risken för den som ger ut mezzaninelån gör att räntan för ett sådant lån är högre än för vanlig bankfinansiering. Dessutom brukar det finnas ett inslag kopplat till optioner som gör att långivaren får viss ersättning kopplat till värdeutvecklingen på bolaget.